# 方辰
方辰，直隸顺天府大興县人，清朝政治人物、同进士出身。
康熙三十九年（1700年）庚辰科进士，改庶吉士，授翰林院檢討。